# Lucky Luke e la più grande fuga dei Dalton
Lucky Luke e la più grande fuga dei Dalton (Tous à l'Ouest) è un film d'animazione del 2007 diretto da Olivier Jean-Marie. È il quarto film d'animazione su Lucky Luke, ed è basato sull'albo del 1964 La carovana. Il film uscì in Francia il 5 dicembre 2007. In Italia è stato invece trasmesso direttamente in TV, su K2, il 25 dicembre 2014.

## Trama
1880. I fratelli Dalton sono stati trasferiti a New York per essere processati. Al processo sarà presente Lucky Luke in qualità di testimone. Joe non volendo vedere la sua nemesi, evade con i fratelli (dopo che Averell rivela la pistola che Mamma Dalton gli ha fatto avere di nascosto) e svaligiano tutte le banche di Wall Street. Lucky Luke si mette subito sulle loro tracce col fedele Jolly Jumper, ma è fermato da un insistente vigile. Mentre stanno scappando dalla polizia, i Dalton si trovano a Central Park, dove notano un carro all'apparenza abbandonato e decidono così di nascondervi il bottino. Dopo aver seminato gli agenti, i furfanti  tornano a Central Park ma a quell'unico carro se ne sono aggiunti altri e come se non bastasse, Luke li scopre e li cattura.
La cattura viene notata da Piotr il capo della carovana, che chiede a Lucky di fargli da guida fino ai loro appezzamenti di terra in California. Lucky rifiuta ma Joe riesce a convincerlo ad accettare dopo aver terrorizzato i  pionieri raccontando dei vari pericoli lungo il percorso, in modo così che il cowboy si porti dietro anche i quattro fuorilegge e loro possano, in tutta tranquillità, ritrovare il bottino (avendo detto di averlo perso nella fuga). I carovanieri inoltre aggiungono che hanno dovuto firmare un contratto con il venditore, un losco figuro di nome Crook, che pone delle strane condizioni: se non raggiungeranno la California in 80 giorni perderanno la terra e Crook intascherà l'importo di vendita versato in anticipo. Luke sentendo odore di truffa, è ancora più determinato ad aiutarli. Crook insieme a Bartleby, un avvocato corrotto suo complice, preoccupati che l'immancabile fortuna di Lucky permetta ai carovanieri di raggiungere le loro terre in tempo, decidono di seguirli e sabotare la spedizione.
Dopo la partenza, i primi giorni trascorrono senza troppi problemi, durante le notti, i Dalton iniziano a ispezionare e segnare i carri dove non trovano il bottino, Luke accorgendosene cancella di nascosto i segni, facendo ricominciare sempre la ricerca. I tentativi di sabotaggio di Crook, invece, non hanno successo. I pionieri arrivano a Hole Gulch, la prima tappa del loro viaggio, qui Lucky Luke trova Rantanplan, che è stato rifilato a un vecchio come cane guida. La sera stessa mentre scoppia una rissa nel saloon tra alcuni cittadini e i pionieri, nella prigione locale, Crook decide di far evadere i Dalton  affinché Lucky debba inseguirli, ma Joe non è intenzionato a permetterglielo, non avendo trovato ancora il bottino e rinnega l'aiuto. Il giorno dopo, alla carovana si uniscono le ballerine del saloon e Rantanplan.
Giocando con Rantanplan, Averell trova finalmente il bottino e lo nasconde in un "posto sicuro", non riuscendo a dirlo a Joe, troppo furioso dopo aver capito che Lucky ha cancellato tutti i segni da lui fatti ai carri. Crook tenta di nuovo inutilmente di far evadere i Dalton, riuscendo però a forare la cisterna dell'acqua. Una volta arrivati nel deserto, Luke si accorge del sabotaggio e avvisa i pionieri che dovranno razionare l'acqua. Approfittando della sete e della fatica dei pionieri, Joe cerca di metterli contro il cowboy dicendo che forse è stato lui a bucare la cisterna, ma quando stanno per rivoltarsi contro Luke, Averell, stuzzicato da un insetto nella scarpa, incomincia a fare una strana danza che porta la pioggia, che rallegra e disseta tutti, facendo sparire ogni dubbio. Attraversato il deserto, arrivano in territorio Comanche, i quali attaccano la carovana, ma dopo che Lucky li confonde invertendo continuamente il senso di marcia della carovana accerchiandoli, i Comanche si arrendono e il grande capo rivela che quello che vuole è solo una collezione di scalpi per dimostrare alle altre tribù di non essere debole. Il barbiere della carovana, quindi, dona tutte le sue parrucche, ottenendo il permesso di procedere per le loro terre.
La carovana è quasi arrivata a destinazione, ma Crook fa saltare in aria il ponte che li separa dalla meta. I pionieri, quindi, su suggerimento della maestra, decidono quindi di sorvolare il fiume costruendo delle mongolfiere con i loro carri, arrivando a destinazione in tempo, sotto gli occhi stupefatti di Crook e Bartleby, ma un'altra sorpresa attende i pionieri: la loro terra non è una rigogliosa valle, bensì una miniera abbandonata dove non si può coltivare niente. Mentre Luke cerca di impedire a Crook di scappare dalla sua punizione, Joe decide di chiedere ai pionieri di aiutarlo a trovare il loro bottino con la falsa promessa di regalarglielo, ma Averell svela a tutti che aveva trovato il bottino da tempo e lo aveva nascosto dentro le palle incatenate ai loro piedi.
I Dalton, quindi, fuggono nella miniera rincorsi dai pionieri, poi da Luke e da Crook. Durante un frenetico inseguimento sui carrelli nella miniera, Luke spara un colpo ai Dalton, ma li manca. Usciti, Joe, usando la pistola di Averell (datagli da Crook in uno dei suoi tanti tentativi di farli evadere), prende in ostaggio la maestra, ma la pallottola di Lucky, rimbalzando per la miniera, prende in pieno la pistola di Joe, che impazzisce dalla rabbia e viene poi steso dal suo ostaggio. Crook con l'aiuto del suo avvocato si libera, prende il bottino dei Dalton e lancia un candelotto di dinamite ai pionieri, ma Rantanplan glielo riporta e fa saltare in aria la miniera e distrugge il bottino, ma scopre così un enorme filone d'oro che, come stabilisce il contratto di Crook, è ora di proprietà dei pionieri.
Alcuni giorni dopo, quando i pionieri si sono sistemati, Luke sta per portare i Dalton, Crook e Bartley in prigione, ma alcuni pionieri gli chiedono di restare chi come sceriffo, chi come socio in affari, ma mentre discutono il cowboy sparisce, più veloce della sua ombra, cavalcando verso il tramonto coi prigionieri.